# Дирутенийпентагадолиний
Дирут̀енийпентагадоли́ний — бинарное неорганическое соединение, интерметаллид
гадолиния и рутения
с формулой Gd5Ru2,
кристаллы.

## Получение
- Сплавление стехиометрических количеств чистых веществ:

{\displaystyle {\mathsf {5Gd+2Ru\ {\xrightarrow {1100^{o}C}}\ Gd_{5}Ru_{2}}}}

## Физические свойства
Дирутенийпентагадолиний образует кристаллы
ромбической сингонии, пространственная группа C2/c, параметры ячейки a = 1,5939 нм, b = 0,6391 нм, c = 0,7324 нм, β = 97,05°, Z = 4,
структура типа карбида пентамагния Mg5C2
.
Соединение конгруэнтно плавится при температуре 1100 °C.